# Isabelle Stone

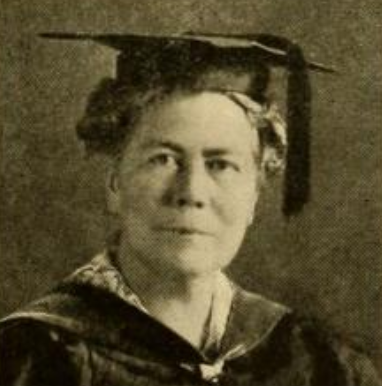
IsabelleStone, 1920

 Isabelle Stone (* 18. Oktober 1868 in Chicago, Illinois, USA; † 1966 in Miami, Florida, USA) war eine US-amerikanische Physikerin. Sie war eine der Gründerinnen der American Physical Society und die erste Frau, die an der University of Chicago in Physik promoviert wurde.

## Leben und Werk
Stone war die jüngere Tochter von Leander Stone und Harriet Hulda Stone. Sie studierte am Wellesley College, wo sie 1890 einen Bachelor of Arts erhielt und erwarb 1896 einen Master of Arts an der University of Chicago. Während ihres Studiums unterrichtete sie ab 1890 Kurse in Astronomie, Algebra, Geometrie und Frauengymnastik im Huff-House, einem säkularen Siedlungshaus, das Einwanderern aus der Region Chicago als Wohn-, Bildungs- und Kulturzentrum diente.
Sie promovierte 1897 an der University of Chicago in Physik bei dem späteren Nobelpreisträger Albert Abraham Michelson als erste Frau in den Vereinigten Staaten mit der Dissertation On the Electrical Resistance of Thin Films.  Stones maß als erste die spezifische Leitfähigkeit von dünnen Filmen. Sie stellte die Filme her, indem sie Silber auf 8 × 0,8 cm große Glasplatten mit Kupferanschlüssen und einer Papierpolsterung aufbrachte, um eine Beschädigung des Glases und des Films zu vermeiden. Sie untersuchte, wie sich der elektrische Widerstand des dünnen Films im Laufe der Zeit durch Alterung, Feuchtigkeit und Hitze veränderte. Es gab einen schnellen Widerstandsabfall bei kurzen Zeiten und einen viel langsameren Abfall bei längeren Zeiten. Darüber hinaus stellte sie fest, dass das Verhältnis des beobachteten elektrischen Widerstands zu dem aus Gewicht, Dichte und Abmessungen der Dünnschicht berechneten Widerstand sehr groß war. Sie führte mehrere Jahre eine Korrespondenz auch über Forschungen mit dem Physiker George B. Pegram.
Stone war 1899 neben Marcia Keith die einzige Frau von vierzig Physikern bei dem ersten Treffen der American Physical Society an der Columbia University. Sie und Marie Curie waren 1900 die einzigen Frauen bei 836 Teilnehmern, die an dem ersten Internationalen Physikkongress in Paris teilnahmen.
Von 1897 bis 1898 unterrichtete sie als Lehrerin an der Bryn Mawr School in Baltimore, der ersten Vorbereitungsschule für Mädchen in den USA, und anschließend bis 1906 als Dozentin für Physik am Vassar College. Neben ihrer Tätigkeit als Dozentin forschte sie an der Columbia University in New York City über die Eigenschaften von dünnen Filmen bei der Abscheidung im Vakuum und über die Farbe von Platinfilmen. Sie war im Juni 1901 als Expertin für die Physikabteilung des College Entrance Examination Board tätig, als erstmals eine standardisierte Aufnahmeprüfung durchgeführt wurde.

## Misses Stone's School for Girls
Sie gründete in Rom eine Privatschule für Mädchen, die sie von 1907 bis 1914 als Rektorin leitete. The Misses Stone's School for Girls war eine der wenige, wenn nicht sogar die einzige internationale Schule für amerikanische Mädchen zu dieser Zeit. Die Schule bot ein Sprachvertiefungsprogramm in französischer und italienischer Geschichte, Kunstgeschichte, Literatur und Musik an und in wöchentlichen Zusatzstunden lernten die Mädchen historische Stätten und Kunstgalerien kennen. Stone und ihre Schwester organisierten während der Weihnachts- und Osterferien Reisen, um den Schülerinnen die Möglichkeit zu geben, in benachbarte Regionen Italiens wie die Toskana, Umbrien, Kampanien und Sizilien sowie in andere Länder wie Spanien und Griechenland zu reisen. Die Schwestern führten die Schule bis zum Beginn des Ersten Weltkriegs im Jahr 1914, der sie zwang, sie zu schließen und in die USA zurückzukehren.
Obwohl nach dem Ersten Weltkrieg einige Industrieberufe für andere Wissenschaftlerinnen, wie Chemikerinnen, offen standen, waren Physikerinnen bis in die 1920er Jahre fast ausschließlich von der Beschäftigung an Frauenhochschulen abhängig. Stone nutzte die Gelegenheit, um bei dem Aufbau und der Leitung der Fakultät für Physik am Sweet Briar College in Sweet Briar, Virginia, mitzuwirken. Das College war ein Frauen-College, das erst 1906 mit nur 51 Studenten eröffnet worden war und Stone leitete von 1916 bis 1923 die physikalische Fakultät. Im Jahr 1923 eröffneten Stone und ihre Schwester eine neue Misses Stone’s School for Girls in Washington, D.C. Die Schule musste 1929 aufgrund der Weltwirtschaftskrise geschlossen werden. Sie und ihre Schwester verdienten sich danach jahrzehntelang ihren Lebensunterhalt als Tutoren in Ponce (Puerto Rico).
Stone starb 1966 in North Miami.

## Veröffentlichungen (Auswahl)
- On the electrical resistance of thin films,. Physical Review, vol. VI, no. 30, 1898.
- Color in Platinum Films. Physical Review (Series I), vol. 21, Issue 1, S. 27–40, 1905.
- Properties of thin films when deposited in a vacuum.